# Пунтус Юрій Йосипович
Ю́рій Йо́сипович Пу́нтус (біл. Юры Іосіфавіч Пунтус; нар. 8 жовтня 1960) — білоруський футболіст і футбольний тренер.

## Біографія
Народився в селі Тівалі Мінського району Мінської області. Вихованець СДЮШОР-5 міста Мінська.
Як нападник виступав за білоруські клуби «Трактор» (Мінськ), «Граніт» (Мікашевичі), «Локомотив» (Барановичі), «Спутнік» (Мінськ), «Луч» (Мінськ), казахський «Спартак» (Семипалатинськ) і російський «Самотлор-XXI» (Нижньовартовськ).
З 1995 року — на тренерській роботі. Був тренером російського «Рибака» (1995), білоруських «БАТЕ» (1996—2004), «МТЗ-РІПО» (2004—2006, 2007—2009), «Динамо-Берестя» (2009—2011). З 2011 року — головний тренер футбольного клубу «Смолевичі-СТІ».
З 1999 по 2004 роки також був тренером молодіжної збірної Білорусі, а з лютого 2006 по липень 2007 року очолював національну збірну Білорусі. Під його керівництвом білоруська «молодіжка» вперше за свою історію вийшла у фінальну частину Чемпіонату Європи 2004 року.
П'ять разів (у 1999, 2000, 2002, 2003 та 2004 роках) визнавався найкращим тренером Білорусі.

## Досягнення
- Чемпіон Білорусі (2):

БАТЕ: 1999, 2002
- Володар Кубка Білорусі (2):

МТЗ-РІПО: 2004-05, 2007-08